# Siradj al-Dawla
Mirza Mohammed Siradj al-Dawla (en ourdou : میرزا محمد سراج الدولہ, en bengali : নবাব িসরাজদৌল্লা) (1733– 2 juillet 1757) est le dernier nabab indépendant du Bengale.
Il succède en 1756 à l'âge de 23 ans à son grand-père maternel, le nabab Ali Vardi Khan, qui en avait fait son héritier en 1752.
À la même époque, les Britanniques, alors en conflit avec les Français, ont commencé de fortifier Calcutta, qui est la principale possession de la Compagnie anglaise des Indes orientales en Inde. Cela provoque l'irritation de Siradj al-Dawla car ces travaux se font sans son autorisation, et par ailleurs, les Britanniques donnent refuge à certains de ses opposants. Il leur ordonne donc de cesser leurs travaux de fortification, mais l'ultimatum ayant été sans effet, il s'empare de la ville le 20 juin et l'occupe avec la place forte de Fort William. C'est à cette occasion que se serait passé l'épisode du « Trou Noir de Calcutta » qui servira de justification à la colonisation britannique de l'Inde.
Robert Clive, un lieutenant-colonel de la CAIO, prend alors la tête d'une troupe stationnée à Madras, se rend au Bengale, défait les troupes conjointes du nabab et des Français à la bataille de Plassey et dépose Siradj al-Dawla pour le remplacer par son oncle, Mîr Jafar, acquis à la cause de la CAIO et qui avait trahi son neveu sur le champ de bataille.
Siradj al-Dawla s'enfuit à Murshidabad puis à Patna par bateau, mais est finalement rattrapé par les troupes de Mîr Jafar. Il est exécuté le 2 juillet 1757.